# Templo de umbanda
Templo de Umbanda, Centro de umbanda ou ainda Casa de Umbanda se refere ao local onde ocorrem as reuniões dos devotos da religião umbandista bem como rituais e festas dessa religião.

## Características
O templo ou centro de Umbanda varia de acordo com suas diversas ramificações. Os compartimentos ou divisões podem ser os mesmos e ter as mesmas denominações porém terem outros usos e objetivos de acordo com a vertente de Umbanda.
- Tronqueira - é um compartimento fechado por uma pequena porta construido do lado externo do terreiro, destina-se a segurança do terreiro e tem por finalidade o assentamento das forças dos Exus (Umbanda do Ritual de Almas e Angola)[1] ou ainda, onde é firmado o assentamento da(s) entidade(s) que protege a casa e comanda as atividades no plano espiritual.[2] Normalmente se localiza do lado de fora, próximo a entrada, à esquerda de quem entra.[3]
- Firmeza ou Assentamento de Ogum - Local onde fica firmado ou assentado o Orixá Ogum e onde são destinadas as oferendas ao Orixá, pode ser um local externo ou interno.[3]
- Firmeza para Anjo da Guarda[3]
- Canjira: Na Umbanda do Ritual de Almas e Angola, é o local onde estão os itens das entidades Exu e a Pombagira, como as quartinhas, as guias, os paramentos e imagens, além de também ser o local onde se realizam as obrigações e oferendas.)[1]
- Pegi - O altar sagrado dos rituais.[4]
- Roncó - Um altar particular do chefe do terreiro onde são feitos os rituais dos filhos do terreiroe outros rituais como o amaci, batismo etc.[4]
- Cruzeiro das Almas ou Casa das almas (Umbanda do Ritual de Almas e Angola) -
- Congá - O Congá é o ponto principal de axé do Terreiro. Um local consagrado, onde as energias são permanentemente renovadas, através de nossas preces e outros objetos imantados que ali são dispostos, como velas, flores, copos com água, pontos riscados, pedras e imagens. Imagens de Santos católicos por conta do sincretismo religioso, de caboclos, de pretos velhos, entre outras entidades de Umbanda.[5]
- Salão
- Quarto de camarinha
- Casa de matanças - É o local onde se faz a matança de animais na Umbanda de Nação.[4]
- Assistência
- Quarto de santo
- Cozinha de santo

## Aspecto jurídico
No Brasil, os templos de Umbanda podem ser legalizados desde que registrem uma Ata de Constituição de Templo e um Estatuto, ambos assinados por um advogado e registrados em cartório. A partir dessa documentação, pode-se requerer o registro de um CNPJ de organização sem fins lucrativos porém necessário para o  controle fiscal e financeiro da instituição.
Os templos ainda estão sujeitos a fiscalização de órgãos como a ANVISA necessários para a obtenção de alvará de funcionamento entre outras obrigações legais.